# Brachynemurus blandus
Brachynemurus blandus är en insektsart som först beskrevs av Hagen 1861.  Brachynemurus blandus ingår i släktet Brachynemurus och familjen myrlejonsländor. Inga underarter finns listade i Catalogue of Life.